# 小川村 (兵庫県)
小川村（おがわむら）は、兵庫県氷上郡にあった村。現在の丹波市山南町の中部、加古川・篠山川の合流点の北側にあたる。

## 地理
- 山岳：イタリ山
- 河川：加古川、篠山川、岩屋川

## 歴史
- 1889年（明治22年）4月1日 - 町村制の施行により、奥村（飛地を除く）・野坂村・村森村・井原村（飛地を除く）・南中村（飛地を除く）・岩屋村（飛地を除く）および和田村・前川村・梶村・小新屋村・小野尻村・小畑村・西谷村・山本村の各飛地の区域をもって発足。
- 1955年（昭和30年）7月21日 - 上久下村・久下村と合併して山南町が発足。同日小川村廃止。

## 交通

### 道路
- 国道175号